# Gens Afrania
La gens Afrania era una gens plebea romana presente dal II secolo a.C.. Il primo membro illustre della gens fu Gaio Afranio Stellio, che divenne pretore nel 185 a.C.
Gli Afranii potrebbero essere originari del Piceno. Lucio Afranio, che detenne il consolato nel 60 a.C., era di Picenum, mentre Tito Afranio fu uno dei capi della confederazione italica durante la Guerra sociale.

## Itria nominausati dalla gens
Durante la Repubblica, gli Afranii usarono i praenomina Gaius, Lucius, Spurius e Marcus, mentre in età imperiale usarono i praenomina Publius e Sestus. L'unico cognomen usato da questa gens durante la Repubblica fu Stellius.

## Membri illustri della gens
- Gaio Afranio Stellio (Gaius Afranius Stellius): vissuto nel II secolo a.C., fu pretore nel 185 a.C. e triumviro per la fondazione di una colonia nel 183 a.C.;
- Gaio Afranio Stellio (Gaius Afranius Stellius): vissuto nel II secolo a.C., servì nella guerra contro Perseo di Macedonia e fu fatto prigioniero alla resa della guarnigione romana di Uscana nel 169 a.C.;
- Spurio Afranio (Spurius Afranius): appare sulle monete;
- Marcus Afranio (Marcus Afranius): appare sulle monete;
- Lucio Afranio (Lucius Afranius): vissuto nel I secolo a.C., fu un poeta comico;
- Lucio Afranio (Lucius Afranius): vissuto nel I secolo a.C., fu legato di Gneo Pompeo e console nel 60 a.C.;
- Gaia Afrania (Gaia Afrania): vissuta nel I secolo a.C., fu moglie del senatore Licinio Buccio;
- Publio Afranio Potito (Publius Afranius Potitius): vissuto nel I secolo d.C., fu ucciso da Caligola;
- Sesto Afranio Burro (Sestus Afranius Burrus): vissuto nel I secolo d.C., fu tutore e consulente dell'imperatore Nerone e ucciso da lui nel 63;
- Afranio Quinziano (Afranius Quintianus): vissuto nel I secolo d.C., fu costretto a suicidarsi a causa della sua partecipazione nella Congiura di Pisone contro Nerone nel 65;
- Afranio Dexter (Afranius Dexter): vissuto nel I secolo d.C., fu un amico dell'epigrammista Marco Valerio Marziale, suffectus console nel 98 e ucciso durante il suo consolato.